# Speed dating

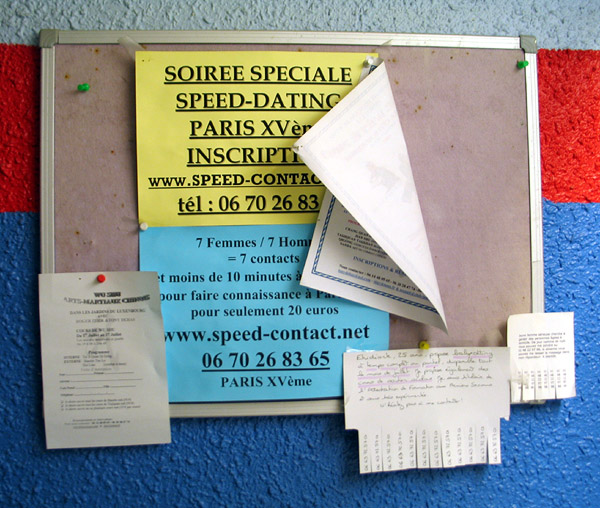
Annonces pour des soirées speed dating affichées dans un gymnase parisien.

Le speed dating, ou  la « rencontre minute », est une méthode de recherche d'un partenaire en vue d'une liaison sentimentale ou matrimoniale qui consiste en une série d'entretiens courts avec différents partenaires potentiels.

## Historique
La méthode a été créée par le rabbin Yaacov Deyo de Aish HaTorah aux États-Unis en 1998. Deyo avait pour objectif de préserver la culture juive en poussant aux mariages intracommunautaires. La méthode s'est depuis propagée aux autres communautés, puis à d'autres pays.

## Modalités
Les organisateurs commencent par effectuer un premier tri parmi les candidats qui se sont inscrits à ce type de soirée. Seuls les candidats retenus seront avertis du lieu et de l'heure précise de l'évènement.
Sur place, un grand nombre de célibataires de caractéristiques proches (âges, catégories socioprofessionnelles, revenus, etc.) sont mis en rapport par deux, autour d'une table et éventuellement devant un verre selon une durée prédéterminée (typiquement sept rendez-vous de sept minutes chacun). Traditionnellement, un signal sonore est émis pour indiquer la fin de la durée impartie : en faisant sonner une cloche, ou tinter un verre.
La conversation peut porter sur n'importe quel sujet en respectant deux règles : aucune coordonnée personnelle ne doit être échangée, et aucun participant ne doit dire à l'autre s'il souhaite le revoir. À l'issue de chaque rendez-vous, les célibataires sont invités, chacun de leur côté, à émettre une appréciation confidentielle sur la personne qu'ils viennent de rencontrer, et à dire s'ils souhaitent la revoir (avec, éventuellement, un classement par ordre de préférence).
À l'issue de la soirée, les organisateurs mettent en rapport ceux qui souhaitent se revoir mutuellement.
Une manière plus simple de faire fonctionner le jeu est d'asseoir tous les participants à des tables, deux par deux. Au bout d'un certain nombre de minutes, les hommes (par exemple) changent de place et vont à la table suivante. La rencontre fonctionne par un changement rapide des participants.
Les promoteurs de cette méthode considèrent qu'elle est adaptée au mode de vie urbain contemporain : anonymat et vitesse. La méthode est considérée comme basée sur la première impression et mue par un souci de rapidité et d'efficacité maximales.

### Speed dating en ligne
Dérivé du tchat, agissant d'une manière similaire au speed dating traditionnel, les rencontres expresses en ligne sont adaptées au monde virtuel en passant par un ordinateur et en règle générale une webcam, un micro et un temps défini pour la discussion.

## Extension à d'autres domaines
Le speed dating ne se limite plus au seul monde de la rencontre amoureuse. Ses caractéristiques (rencontres rapides pour ne pas perdre de temps, rencontres non-engageantes mais pouvant le devenir, rencontres avec des inconnus, rencontre avec des personnes différentes...) ont conduit à des utilisations telles que se trouver des affinités politiques, professionnelles, d'affaires, etc. Le speed dating est par exemple devenu un outil privilégié par les organismes développant les partenariats entre entreprises et associations.
On va également pratiquer cette méthode dans certaines réunions pour permettre à tous les participants d'intervenir. La méthode est également utilisée dans des agences de recherche d'emploi.
Dans le monde des affaires, le speed dating est notamment utilisé lors de conventions d'affaires pour faciliter les échanges.

### Filmographie
- Speed/Dating (2016) est un court-métrage de Daniel Brunet et Nicolas Douste avec Arnaud Ducret, Amélie Etasse, Thierry Desroses, Guillaume Labbé, Robert Hospyan, Thierry Ragueneau. Le film de 12 minutes a remporté plus de 15 prix en festivals, dont le Grand Prix au Festival international du film d'humour de l'Alpe d'Huez, le prix du public au Festival du court-métrage d'humour de Meudon, ou encore le Prix Polar SNCF 2018.